# Omiodes diemenalis
Omiodes diemenalis là một loài bướm đêm trong họ Crambidae.